# نهر جويسور
نهر جويسور هو أحد الأنهار الموجودة في شمال فنزويلا، ويصب في البحر الكاريبي